# Репликатор (фильм)
«Репликатор» — канадский фантастический кинофильм.

## Сюжет
Действие фильма происходит в 2014 году. Компании «Биодизайн» удалось сделать доселе невиданное. Теперь можно сделать копию чего угодно и кого угодно. Например, воссоздать точную копию любого человека. Некто Людо совершил убийство, но у него есть неопровержимое алиби. Из-за чего все так решили? Из-за того, что у него есть репликатор.

## В ролях
- Майкл Ст. Джерард — Людо Людовик
- Бриджитт Бако — Кэти Москоу
- Питер Аутербридж — Джон Чивер
- Нед Битти — инспектор Виктор Валиант